# ريتشارد فايسه سينيور
ريتشارد فايسه سينيور (بالإنجليزية: Richard Wiese, Sr.)‏ هو طيار أمريكي، ولد في 25 سبتمبر 1929.